# Ksenija Bulatović

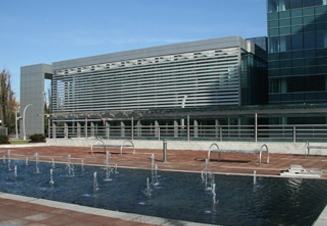
Regering van Republika Srpska, Banjaluka – eerste prijs

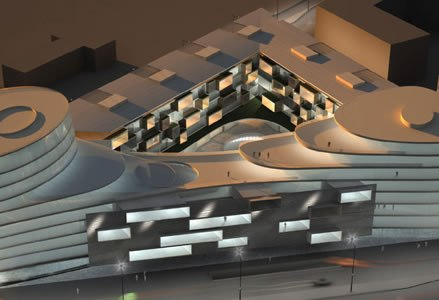
"Atlas Capital Center" Podgorica - eerste prijs

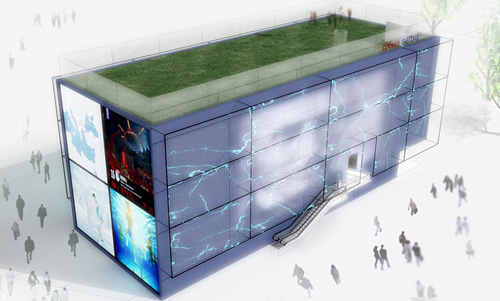
Shanghai, China, Servische paviljoen voor EXPO 2010

Ksenija Bulatović, (Belgrado, 5 mei 1967) is een Servisch architect.

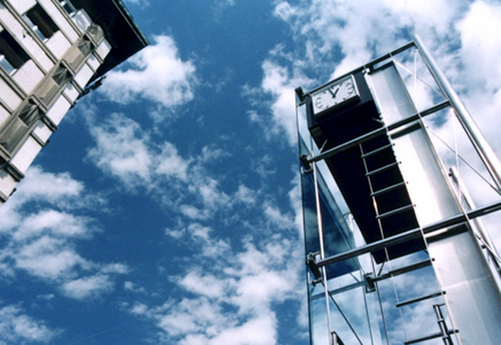
Delta Clock 2000, Belgrado – eerste prijs

## Leven en carrière
Ksenija Bulatović werd geboren in 1967 in Belgrado, Servië. Zij studeerde onder prof. Milan Lojanica - lid van de Servische Academie van wetenschap en kunst in Belgrado en behaalde een diploma architectuur aan de Faculteit Bouwkunde van de Universiteit van Belgrado. Nadat ze afgestudeerd was, werkte zij van 1992 tot 1997 met haar voormalige leraar Lojanica als universiteitsassistent op het gebied van architectonisch ontwerp en planning aan de Faculteit Architectuur van de Universiteit van Belgrado. Van 1992 tot 2015 werkte zij ook samen met bedrijven in Belgrado, zoals: Studio ARCVS, Biro A43, Eurosalon - Home Market, Me.COM en Delta Invest. Ook werkte ze samen met de Servisch-Orthodoxe Kerk en het Servische Film Centrum.
In 2005 stichtte ze het architectenbureau CubeX.
Bulatović is een actief lid van de Vereniging van Servische Architecten en van de Vereniging van Belgradose Architecten. In de loop van haar carrière heeft ze veel architectuurwedstrijden gewonnen en onderscheidingen ontvangen.
In 2008 begon ze samen met Saša Naumović, Ksenija Bunjak, Aleksej Đermanović, Dara Fanka met een experimenteel thema in de architectuur - Symbiose . In 2014/15 was zij jurylid bij het AICA festival (Artist In Concrete Award) in Mumbai, India. Ze nam deel aan vele internationale conferenties, meestal met het project Symbiosis: Symbiotic.

### Projecten
- Bootrestaurant VOGUE, Boedapest, Hongarije (2015).
- Fontana Bioscoop, Novi Beograd, Servië (2010). Samenwerking met Vesna Cagic Milošević.
- Bishop’s Palace, Mostar, Bosnië en Herzegovina. Samenwerking met Ivana Sasin,Danijela Perović and Slađana Meseldžija.
- Reconstructie en ontwerp van het interieur voor Hotel Platani (2009), Trebinje, Herzegovina. Samenwerking met Ivana Sasin, Danijela Perović, Slađana Meseldžija en Ksenija Bunjak.
- Kamelija winkelcentrum (2009) Kotor, Montenegro. Samenwerking met Mladen Krekić en Goran Andrejin.
- Landschapsontwikkeling van een wijngaard, 13. Jul Šipčanik (2008), Podgorica, Montenegro. Samenwerking met Slađana Meseldžija en Danijela Perović.
- Kantoorgebouw Takovskastraat (2008), Belgrado – Ontving hiervoor deVečernje Novosti onderscheiding. Samenwerking met Vesna Cagić-Milošević.
- Woonhuis - Stevana Sremcastraat (2007), Belgrado. Samenwerking met Vesna Cagić-Milošević.
- Woonhuis en kantoorgebouw Vidikovac (2006), Belgrado. Samenwerking met Vesna Cagić-Milošević, Ivana Parte en Milica Nešić.
- Kantoorgebouw Block 3 – New Belgrade (2005), Belgrado. Samenwerking met Vesna Cagić-Milošević.
- Reconstructie van winkelcentrum Sad Novi Bazzar (2004/2005), Novi Sad, Servië.
- Gebouw voor de regering van de Servische Republiek (2004), Banja Luka. Samenwerking met Vesna Cagić-Milošević en Igor Čubra.
- Eurosalon - Home market reconstructie (2002/2004) en het interieur daarvan, Belgrado. Samenwerking met Vesna Cagić-Milošević.
- Delta clock 2000 (1999), Belgrado. Samenwerking met "Arcvs".
- Prototype voor de Nationale Bank van Servie (2002), Servie. Samenwerking met Igor Čubra, en Jelena Čubra.